# Thagria excavata
Thagria excavata är en insektsart som beskrevs av Nielson 1992. Thagria excavata ingår i släktet Thagria och familjen dvärgstritar. Inga underarter finns listade i Catalogue of Life.